# La città senza nome (racconto)
La città senza nome (The Nameless City) è un racconto di Howard Phillips Lovecraft, scritto nel gennaio del 1921 e pubblicato nel novembre dello stesso anno sulla rivista Wolverine.

## Trama
Il racconto tratta di una città antichissima, abbandonata, "remota nel deserto d'Arabia", "le basse mura quasi sepolte dalle sabbie di età infinite", senza nome perché "nessuna leggenda è così antica da risalire fino ad essa per darle un nome, o per ricordare che fu mai viva un giorno".
Il protagonista, attratto da strane folate di vento che si alzavano all'interno della città senza nome "sebbene la luna fosse limpida e il resto del deserto immobile", si avventura all'interno della città, poi in una caverna e in un lunghissimo cunicolo luminescente dove trova ciò che rimane di una civiltà di rettili bipedi antidiluviani.
Nella descrizione della città il protagonista del racconto accenna a "proporzioni e dimensioni di quelle rovine" che non gli piacciono, anche perché non trova "un solo rilievo, una sola iscrizione che parlasse degli uomini che avevano costruito la città e vi avevano vissuto".
Dopo aver sognato questa città, dichiara il protagonista, il poeta pazzo Abdul Alhazred, l'autore del Necronomicon, formulò i suoi più famosi versi: "Non è morto ciò che può attendere in eterno, e col volgere di strani eoni anche la morte può morire."

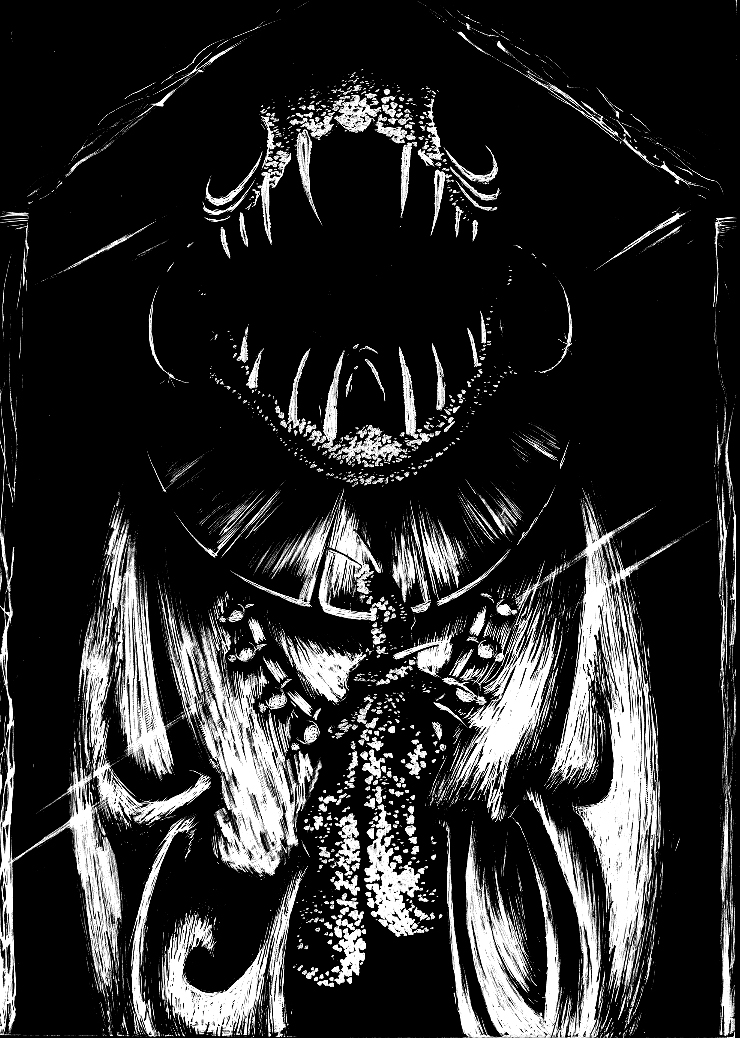
La città senza nome,
illustrazione di Angela Sprecher.

Lovecraft accenna a questa città (o forse ad un particolare edificio di tale città) anche in un suo racconto/poesia intitolato L'abitatore:
e non si sa quanto a lungo ha dormito nel cuore del colle

ove i nostri picconi insistenti frugando le zolle,

i suoi blocchi di pietra portarono a luce primeva.

V'erano grandi locali e ciclopiche mura

e lastre spaccate e statue scolpite

di esseri ignoti vissuti in ere perdute,

di molto più antichi del mondo ove l'uomo dimora.
Poi trovammo quei gradini di pietra gettati

verso un antro sbarrato da una lastra assai forte

che forse serrava un oscuro rifugio di morte

dove eran racchiusi antichi segreti e graffiti.
La strada ci aprimmo... ma atterriti dovemmo fuggire

quando udimmo dal basso quei passi pesanti salire»